# Vidátjávri
Vidátjávri, Njealjátjávri, Goalmmátjávri, Guđátjávri och Goahtejávri, eller Vuokŋoljávrrit är sjöar i Finland. De ligger i kommunen Utsjoki i landskapet Lappland, i den norra delen av landet, 1 100 km norr om huvudstaden Helsingfors. Vidátjávri ligger 227,1 meter över havet. Omgivningarna runt Vidátjávri är i huvudsak ett öppet busklandskap. Arean är 12,1 hektar och strandlinjen är 1,96 kilometer lång. Sjön  ingår i Tana älvs huvudavrinningsområde. 